# إيمي إس. فوستر
إيمي إس. فوستر (بالإنجليزية: Amy S. Foster)‏ (29 يوليو 1973، لوس أنجلوس في الولايات المتحدة)؛ مؤلِّفة وشاعِرة غنائية وروائية أمريكية.

## روابط خارجية
- إيمي إس. فوستر على موقع IMDb (الإنجليزية)
- إيمي إس. فوستر على موقع ميوزك برينز (الإنجليزية)
- إيمي إس. فوستر على موقع ديسكوغز (الإنجليزية)
- إيمي إس. فوستر على موقع ديسكوغز (الإنجليزية)